# Wieża Federacji
Wieża Federacji (ros. Башня Федерация, Basznia Fiedieracyja) – dwa stojące obok siebie wieżowce w Moskwie, z których jeden (wschodni) od września 2014 do października 2017 był najwyższym budynkiem w Europie.

## Budowa
Miała być centrum biznesowym już od roku 2010, jednak kryzys finansowy w latach 2007–2009 spowodował spowolnienie i ostatecznie wstrzymanie budowy. Kompleks został zaprojektowany przez niemieckich architektów i składa się z wieży wschodniej (wyższej) i wieży zachodniej (niższej). Ta druga też wpisała się do Księgi rekordów Guinnessa, a to za sprawą najwyżej na świecie położonego zegara cyfrowego. Mierzy on 30 metrów szerokości i 12 metrów wysokości i jest zainstalowany 230 metrów nad ziemią.
Całkowity koszt budowy kompleksu miał wynieść około 530 milionów dolarów.

## Pożar w 2012
2 kwietnia 2012 wybuchł pożar na 67 piętrze wschodniej wieży (250 metrów nad ziemią) i rozprzestrzenił się na piętra 66 i 65. W gaszeniu uczestniczyło 20 zastępów straży pożarnej i dwa śmigłowce.

Postępy prac przy budowie wieżowca
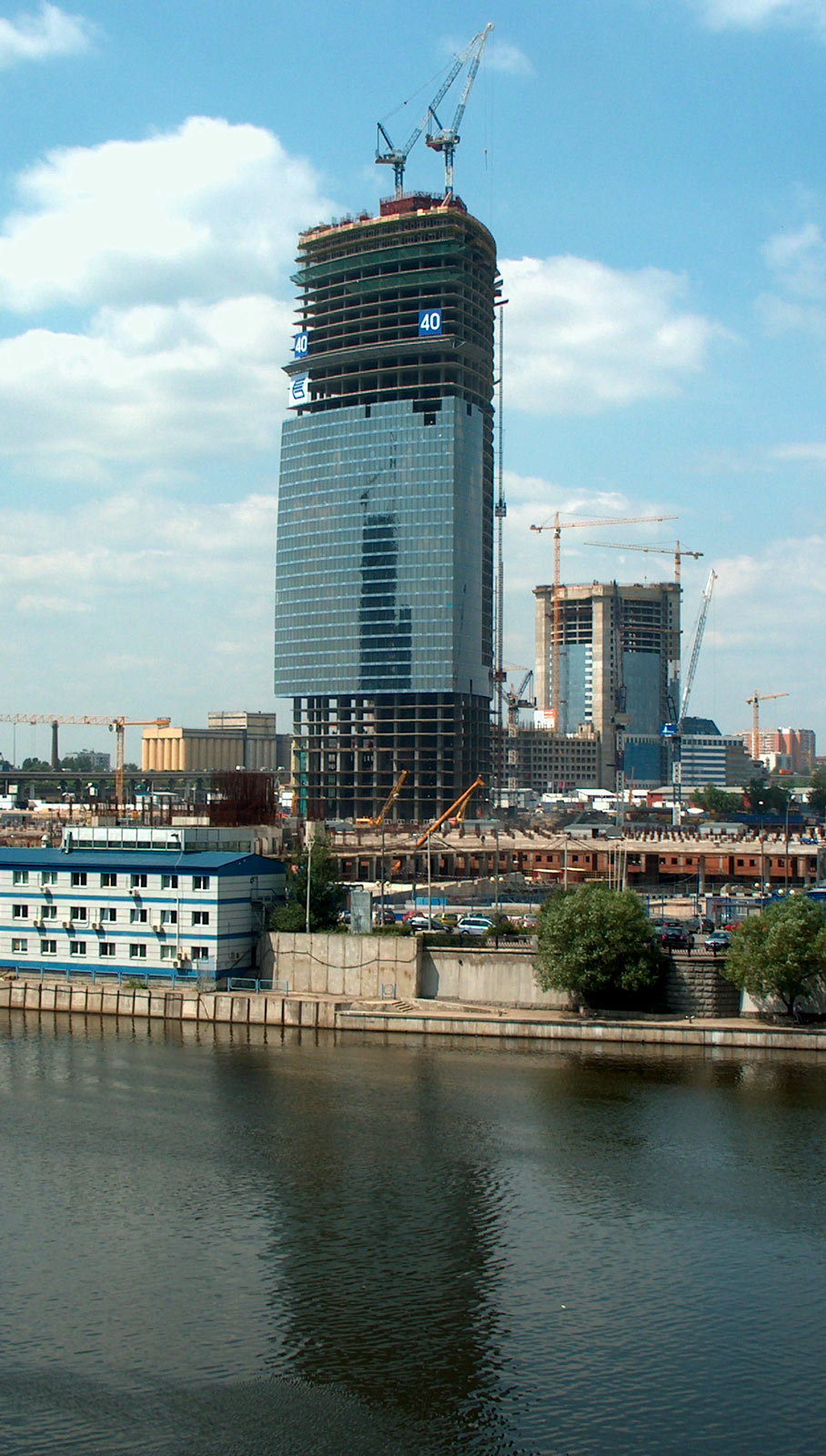
Wieża zachodnia 28 czerwca 2006
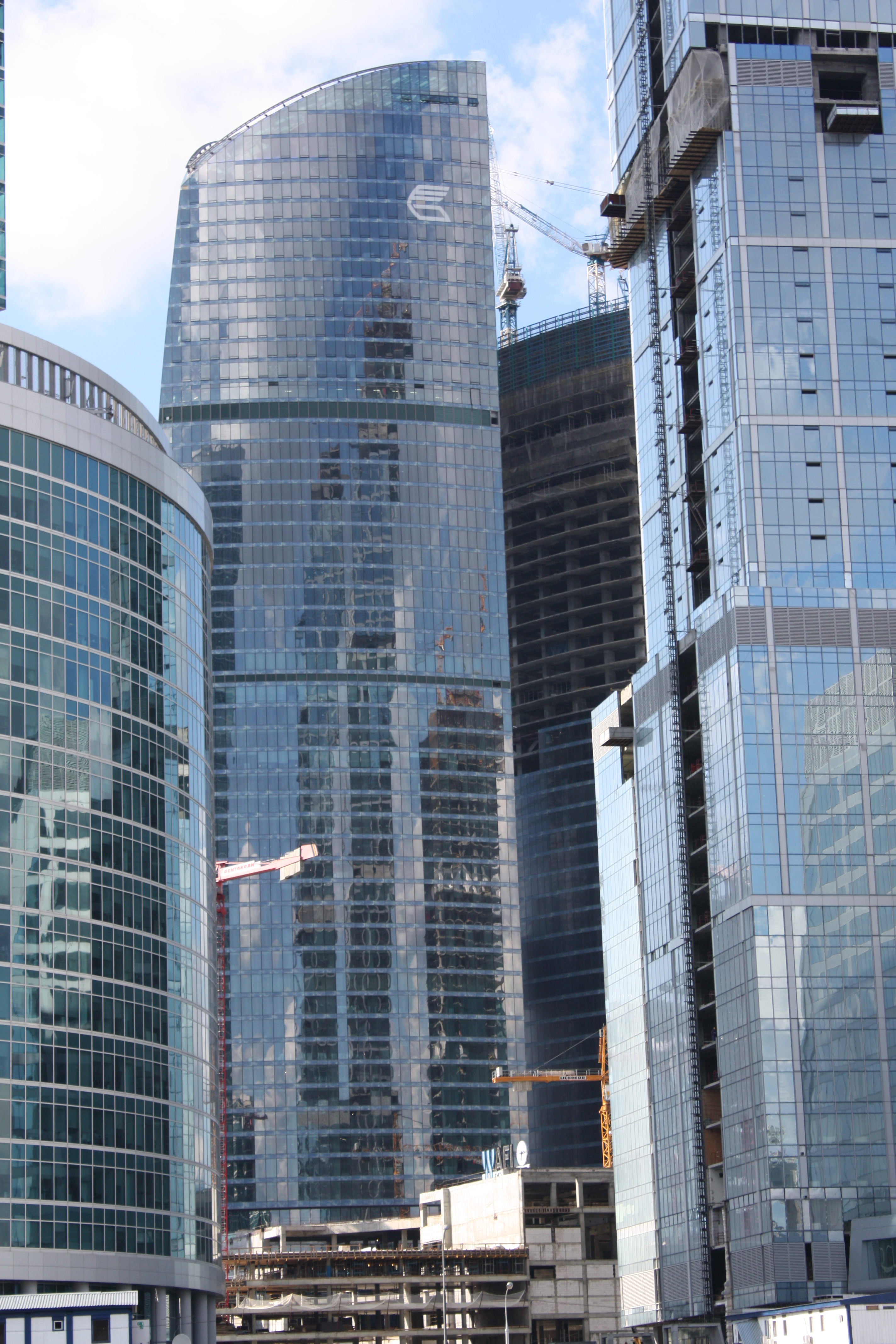
Ukończona wieża zachodnia 21 lipca 2008
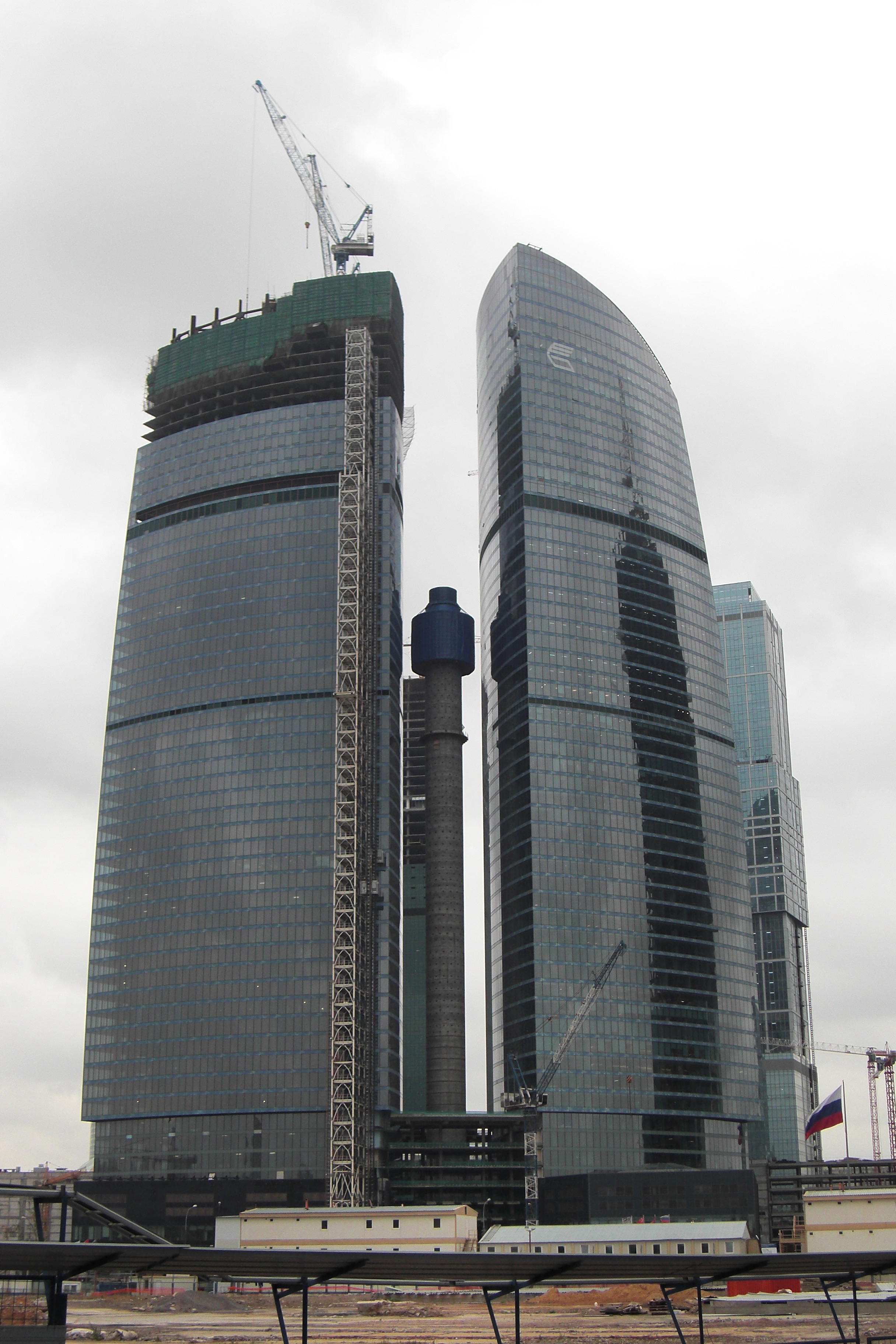
Wieża wschodnia w budowie, wieża zachodnia ukończona, 28 września 2009
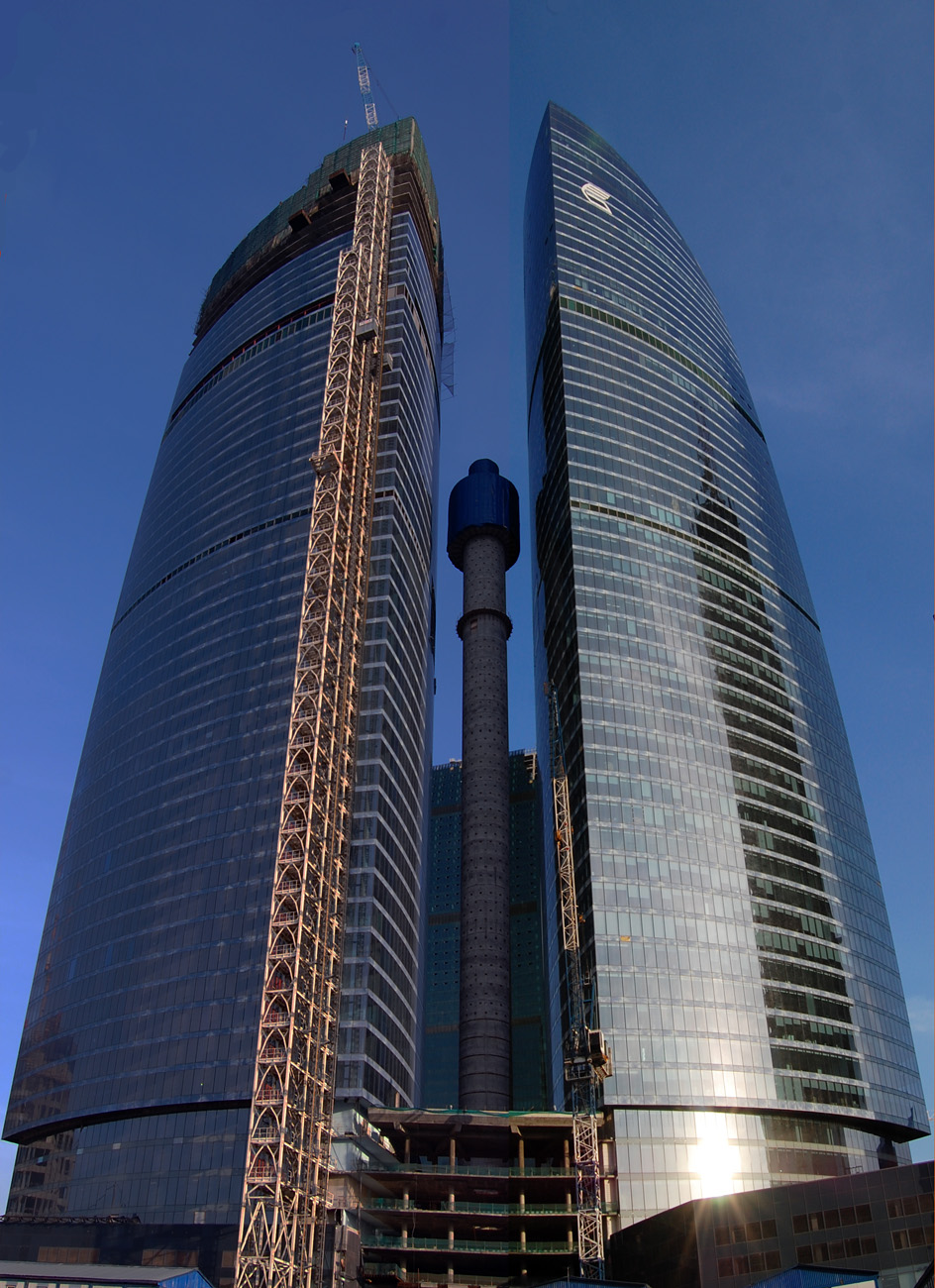
Widok na budowę, 28 marca 2010
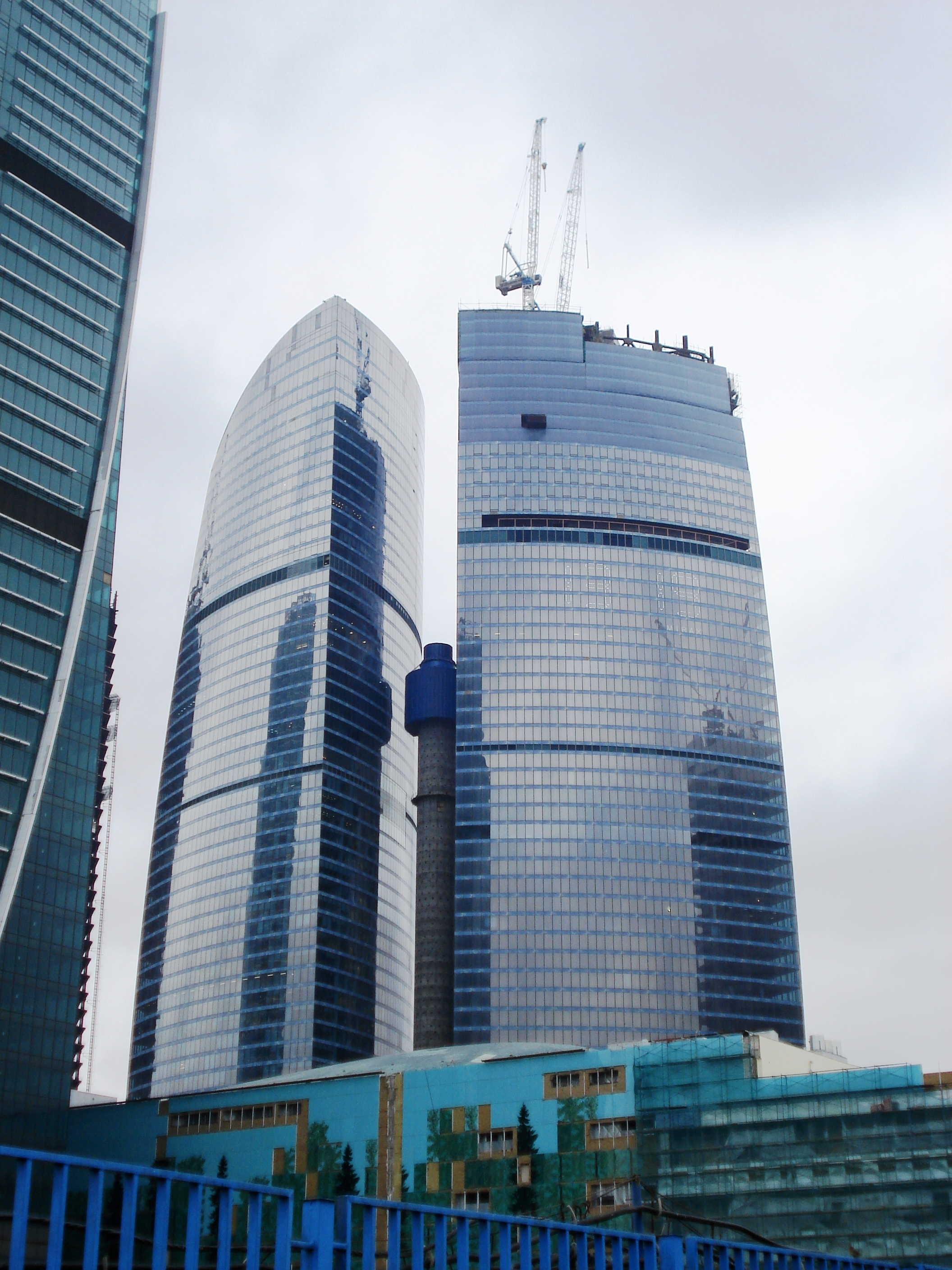
listopad 2010
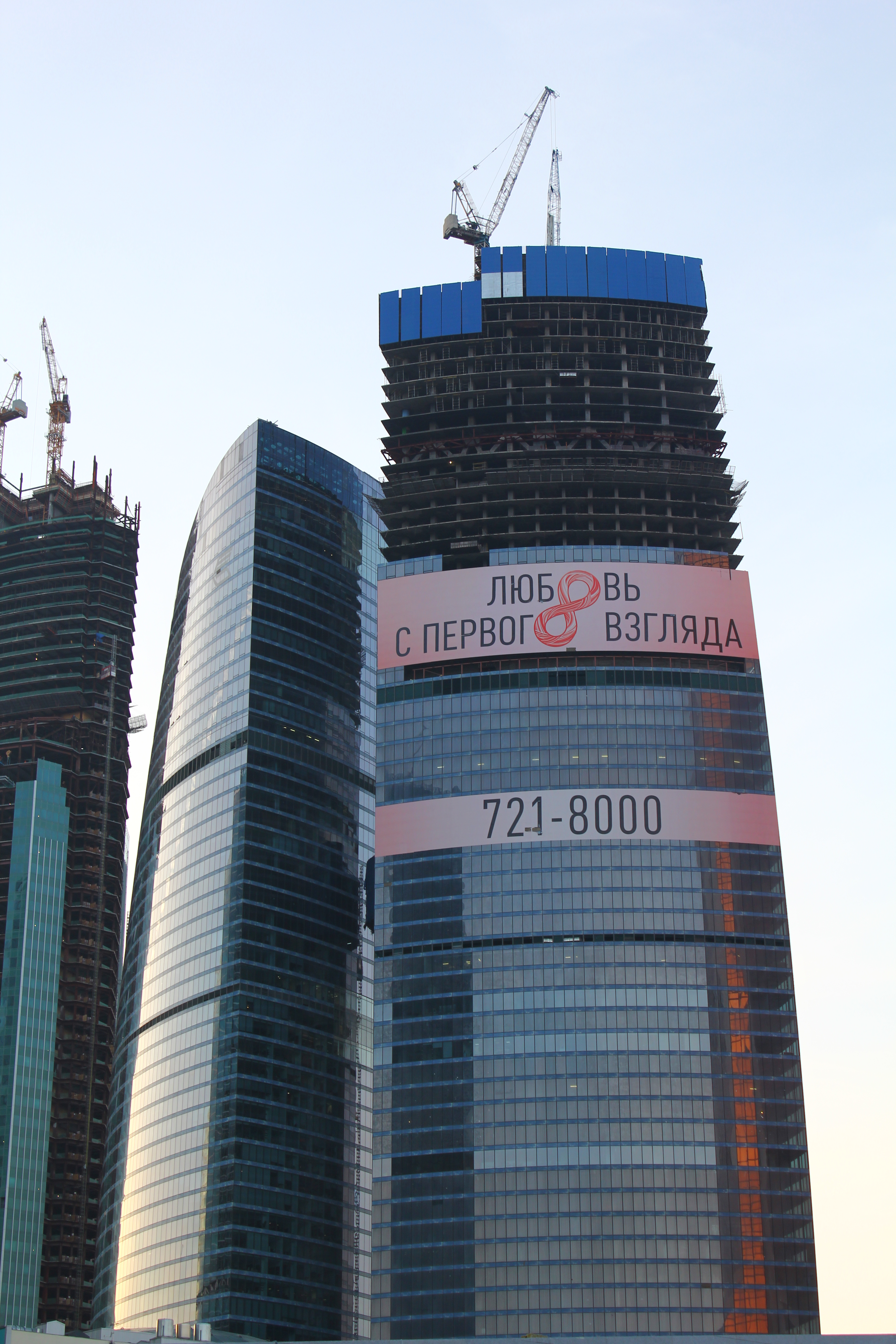
październik 2012